# Episteme clara
Episteme clara là một loài bướm đêm trong họ Noctuidae.